# Paratrigona onorei
Paratrigona onorei là một loài Hymenoptera trong họ Apidae. Loài này được Camargo & Moure mô tả khoa học năm 1994.